# Pterolophia lychrosoides
Pterolophia lychrosoides är en skalbaggsart som beskrevs av Stefan von Breuning 1961. Pterolophia lychrosoides ingår i släktet Pterolophia och familjen långhorningar. Inga underarter finns listade i Catalogue of Life.